# Comté de Worcester (Maryland)
Pour les articles homonymes, voir Comté de Worcester et Worcester (homonymie).
Le comté de Worcester est un comté situé sur la côte atlantique de l'État du Maryland, aux États-Unis. Sa population était de 52 460 habitants en 2020. Le siège du comté est Snow Hill.

## Histoire
Le comté de Worcester fut créé en 1742 d'une moitié orientale du comté de Somerset (lui-même créé en 1666). En 1867 a été incluse la partie du nord-ouest du comté dans le nouveau comté du Wicomico.

## Économie
En plus de l'agriculture, le tourisme est le plus grand secteur de l'économie. En été, la ville de Ocean City est une destination préférée pour les habitants des cités de Washington, D.C., Baltimore, et Philadelphie. L'île Assateague est un parc national du bord de la mer avec la plage, le camping, le bird-watching et les poneys Assateague. Les principaux produits agricoles sont les poulets, le maïs, le soja et le blé.

## Géographie
Selon le bureau de recensement des États-Unis, le comté a une superficie de 1 799 km2 dont 31,88 % constitués de plans d'eau (574 km2).

## Municipalités et communautés
- Berlin
- Ocean City
- Pocomoke City
- Snow Hill